# 話の特集句会
話の特集句会（はなしのとくしゅうくかい）は、俳句の同好会である。
1969年1月5日から開始されたやなぎ句会（のち東京やなぎ句会）の影響で、雑誌『話の特集』の関係者が1969年1月末から開始。永六輔、小沢昭一と、書記担当の女性とは、やなぎ句会と共通していた。
メンバーが固定していた東京やなぎ句会とは異なり、メンバーのいれかわりは多数あった。

## 主な参加者および俳号
- 矢崎泰久（華得）
- 灘本唯人（北人のち晩爺）
- 宝官正章（法眼）
- 土屋耕一（柚子湯）
- 小沢昭一（変哲）
- 友竹正則（辰）
- 藤田敏雄（舎楽斎）
- 草森紳一（長吉）
- 八木正生（路迷男）
- 永六輔（並木橋のち六丁目）
- 山下勇三（今困のち鯉人）
- 和田誠（摩湖のち独鈷）
- 高橋睦郎（荒童のち触惨人のち善財屈）
- 下重暁子（暁子・ぎょうし、のち、郭公）
- 黒柳徹子（楼蘭）
- 富士真奈美（衾去）
- 山本直純（笑髭のち五客）
- 岸田今日子（眠女）
- 山口はるみ（はる女）
- 吉永小百合（鬼百合）
- 中村八大（大八）
- 中山千夏（線香）
- 浅井慎平（慎平のち風太）
- 山藤章二（三魔）
- 渡辺武信（滞流のち大流）
- 桜井順（吉利人）
- 長新太（王丸）
- 白石冬美（茶子）
- 平松尚樹（子松）
- ばんばひろふみ（番場）
- 大竹雄介（逐電）
- 矢吹申彦（猿人）
- 吉行和子（窓烏）
- 岩城宏之（蕪季）
- 田村セツ子（パル子）
- 俵万智（沙拉）
- 麹谷宏（二月堂）
- 小室等（歌ん亭）
- 黛まどか（かまど）
- 斎藤晴彦（明神下）
- 横山通乃（十夜）
- うつみ宮土理（松陰神社）
- 渥美清（風天）
- 小池一子（市女のち一女）
- 平野威馬雄（青宗居）
- 水野隆（詩人・美濃阿彌）
- 色川武大（水眠）